# Раковський Християн Георгійович

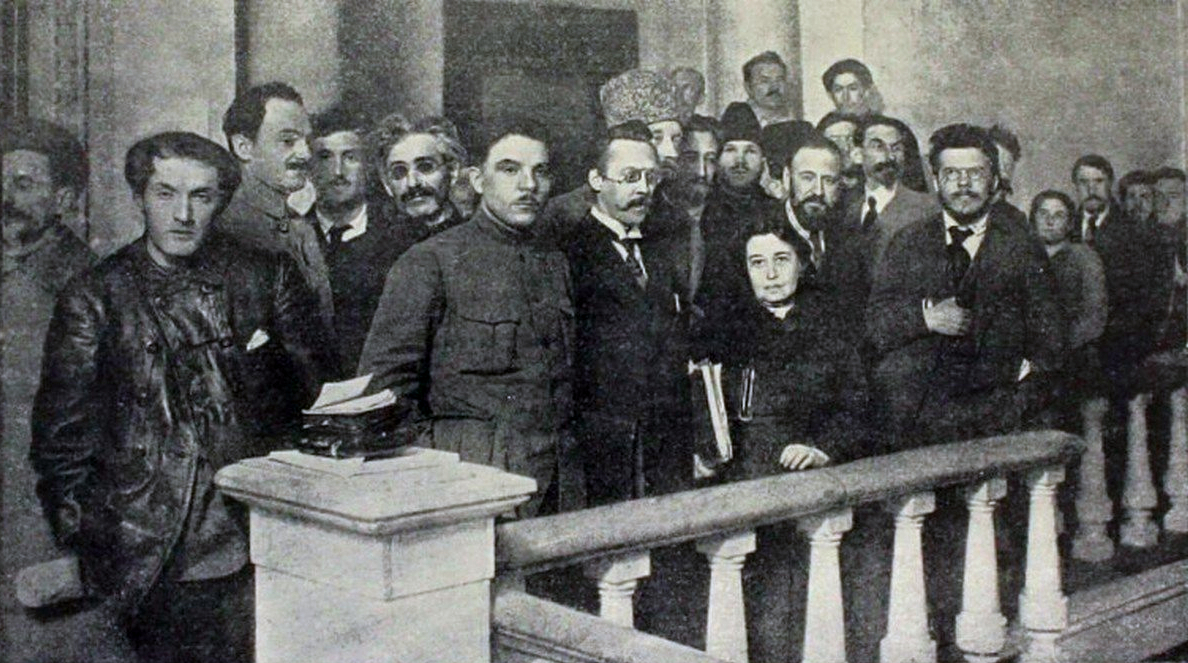
Керівні діячі КП(б)У під час українсько-більшовицької війни. Зліва направо: Олександр Хмельницький, Мойсей Рухимович, Мойсей Грановський, Володимир Юдовський, Климент Ворошилов, Володимир Мещеряков, Микола Подвойський, Анжеліка Балабанова, Християн Раковський, Микола Скрипник, Володимир Затонський.

Христия́н Гео́ргійович Рако́вський (болг. Кръстьо Георгиев Раковски, псевдоніми Христев, Інсаров та ін.; 13 серпня 1873, Котел, Східна Румелія, Османська імперія — 11 вересня 1941, Медведівський ліс біля Орла, Російська РФСР, СРСР) — радянський політичний діяч болгарського походження, революціонер, тричі голова уряду УСРР. Жертва сталінських репресій.

## Біографія
Румунський підданий, походив з поміщицької родини з Південної Добруджі. У 1890 році еміґрував до Швейцарії, де увійшов у зв'язки з російським соціал-демократичним рухом, потім студіював у Французькій республіці, брав участь у студентському революційному русі.
У 1904 заснував соціалістичну партію Румунії, а в 1914 році — Об'єднану соціалістичну партію Балкан. Заарештований у 1915 й ув'язнений у Ясах за шпигунство на користь Німецької імперії, Раковський у травні 1917 року був звільнений російськими солдатами і відтоді став діячем більшовицької партії.
Шість років працював в Україні. На початку 1918 очолював ВЧК в Одесі й Севастополі, був членом радянської делегації на мирних переговорах у Бересті Литовському, у травні-червні був головою Мирової Делегації РСФРР з Українською Державою; 29 січня 1919 призначений головою Раднаркому і наркомом зовнішніх справ УСРР, сприяв відкриттю дипломатичних місій УСРР за кордоном. Наприкінці 1919 року вся територія України опиналася під контролем Збройних сил Півдня Росії, Української Народної Республіки і Польської республіки. У цих умовах більшовики створили Всеукраїнський центральний військово-революційний комітет, який з 17 грудня 1919 по 19 лютого 1920 був вищим законодавчим та виконавчим органом влади «Радянської України», його очолював Г. І. Петровський. З 19 лютого 1920, після повторної окупації більшовиками більшої частини України, діяльність РНК УСРР відновилася.
Одночасно в Комінтерні представляв Балкани. 30 вересня 1920 Політбюро ЦК КП(б)У призначило голову РНК УСРР Х. Г. Раковського членом Реввійськради Південного фронту. 24 липня 1921 року Політбюро ЦК КП(б)У призначило його представником КП(б)У в Комінтерні. 

## Ставлення до українців
Серед більшовиків не було єдиного погляду на національну політику: були різні течії, від лівих націоналістів до російських 'великодержавних шовіністів' і люксембургіанців, що заперечували нації. Раковський тримався «помірних» поглядів, недооцінюючи національне питання. Не маючи нічого проти української мови, він заперечував необхідність оголошення її державною мовою, виступаючи за 'рівноправність' мов:
|                                                                                       | Декретування української мови як державної є реакційна, нікому не потрібна справа |
| — Християн Раковський, промова на засіданні Київського міського совєту 13 лютого 1919 |                                                                                   |

|                                                                                 | ...тут нема жодної мови, яку можна було б назвати державною мовою. Це однакове право як за українською мовою, так і за російською мовою, і за білоруською, і за єврейською, і за польською. <...> Коли украінський селянин <...> з української мови зробить знаряддя свого визволення, тоді не потрібні ніякі декрети, щоб мова, якою говорить величезна більшість населення, стала фактично домінуючою мовою. Але цього не потрібно робити декретами; декретування мови є тільки реакційним заходом робітничо-селянського правління. Треба, щоб не було ніякого тиску. Я повинен перед вами заявити, що нам довелося оголосити догану комісарові пошт і телеграфів, який, всупереч духові й букві урядової декларації, видав наказ, що політичне діловодство на пошті й телеграфі повинне вестися виключно російською мовою. Тут усі мови однакові. |
| — Християн Раковський, промова на III Всеукраінському з'їзді Рад, березень 1919 | |

Під час перебування на чолі уряду УСРР змінив своє ставлення. За його наказом у 1921 р. українська мова була введена в вищі навчальні заклади УРСР. Християн Раковський в 1922 р. критикував Сталіна, що тоді був наркомом національностей РСФРР, за втручання у внутрішні і зовнішні справи УСРР, а в грудні того ж року, при створенні СРСР, відстоював конфедерацію, з залишенням права за національними республіками на самостійні дипломатичні зв'язки й зовнішню торгівлю; на XII з'їзді РКП(б) (1923 р.) критикував Сталіна за російський шовінізм і централізм. Наслідком цього був у середині 1923 р. усунений з посади голови Раднаркому УСРР і призначений послом спочатку до Великої Британії, а потім до Французької республіки, звідки в 1927 р. усунутий за підривну революційну діяльність.

## Крах кар'єри
Ще з початку 1920-х рр. пристав до троцькістів, за що в 1928 був виключений з партії і засланий. Після покаянного листа Сталіну у 1934 році повернувся з заслання і був призначений головою делегації Червоного хреста в Японській імперії. У 1936 р. знову заарештований і на Третьому Московському процесі (1938 р.) був засуджений до 20-ти років ув'язнення.
11 вересня 1941 року розстріляний під час Медведівського розстрілу.

## Колишні топоніми
На початку 1920-х років у Одесі у колишньому будинку Вургафта на вулиці Новосельского, 64 (нині 62) був влаштований студентський гуртожиток ім. Раковського.
В Одесі вулиця Базарна у період з 1923 року по 8 серпня 1928 року носила ім'я Раковського, поки його не було репресовано. Вона була перейменована у «Кооперативну».
У 1920-х-1930-х рр. в Цебриковському районі Одещини був хутір Раковський. Пізніше Раковське було приєднане до сусіднього села Наливайкове.

## Раковський Х. Г. в ніковілії

Раковський Х.Г. на цигарках, 1927, Харків (з колекції Потапенко В.Д.)